# هانری سوم
هانری سوم (زادهٔ ۱۹ سپتامبر ۱۵۵۱ – درگذشتهٔ ۲ اوت ۱۵۸۹)  از ۳۰ مه ۱۵۷۴ میلادی تا هنگام مرگ، پادشاه فرانسه بود. وی همچنین پیش از پادشاهی بر فرانسه، مدت کوتاهی شاه لهستان و دوک بزرگ لیتوانی بود.

## زندگی
او چهارمین پسرِ هانریِ دوّم و کاترین مدیچی بود.
در زمان او کشور درگیر آشوب و فتنه‌هایی با دستمایه‌های دینی بین کاتولیکها و پروتستانها (اوگنوها) بود که از سال ۱۵۶۲ آغاز شده و با نام جنگ‌های مذهبی فرانسه شناخته می‌شود، بود. وی سرانجام توسط راهبی به نام ژاک کلمان به قتل رسید. چون فرزندی نداشت با مرگ او سلطنت دودمان والوآ در فرانسه به پایان رسید و پس از او سلطنت فرانسه به شاخهٔ دیگری از خاندان به نام بوربون‌ها منتقل شد که تا هنگام انقلاب کبیر فرانسه حکومت را در دست داشتند.
او پس از مرگ در کلیسای سلطنتی سن‌دنُی در نزدیکی پاریس دفن شد.